# Planet X (együttes)
A Planet X amerikai instrumentális rock/progresszív metal/fúziós jazz együttes, amely 2000-ben alakult Derek Sherinian billentyűs és Virgil Donati dobos vezetésével. Lemezkiadójuk az InsideOut Music.

## Története
Derek Sherinian a Dream Theater-ből való kilépése után 1999-ben kiadott egy szóló albumot Planet X címmel. Ennek hatására alakult meg az ugyanilyen nevű együttes. Első nagylemezük 2000-ben jelent meg. 2002-ben egy koncertalbumot adtak ki, 2002-ben és 2007-ben két újabb albumot dobtak piacra. Zenéjük teljesen instrumentális, egy dalt leszámítva, amelyen Dick Smothers Jr. beszélt (spoken word). 2012 óta szünetet tartanak (hiatus).

## Tagjai
- Derek Sherinian - billentyűk (2000-)
- Virgil Donati - dob (2000-)

## Korábbi tagok
- Tony McAlpine - gitár (2000-2002, 2009)
- Bret Garsed - gitár (csak a stúdióban)
- Allan Holdsworth - gitár (csak a stúdióban)
- T.J. Helmerich - gitár (2004)
- Alex Machacek - gitár (2008)
- Tom Kennedy - basszusgitár (2000)
- Jimmy Johnson - basszusgitár (csak a stúdióban)
- Billy Sheehan - basszusgitár (csak a stúdióban)
- Ric Fierabracci - basszusgitár (2003)
- Philip Bynoe - basszusgitár (1999)
- Dave LaRue - basszusgitár (2000-2001)
- Kevin Freeby - basszusgitár (2001)
- Rufus Philpot - basszusgitár (2004-2006)
- Doug Shreeve - basszusgitár (2008, 2010)

## Diszkográfia
- Universe (2000)
- Live from Oz (koncertalbum, 2002)
- MoonBabies (2002)
- Quantum (2007)